# بيري غوستاف روز
بيري غوستاف روز (بالفرنسية: Pierre-Gustave Roze. ولد في 28 نوفمبر 1812 ومات في نوفمبر 1883) هو أدميرال فرنسي ولد في تولون. قاد الأدميرال روز الحملة الفرنسية في سنة 1866 على جوسون ولكن الحملة فشلت في إجبار بلاط مملكة جوسون في الاعتراف بخطئها في قتل المبشرين الفرنسيين. بعد ذلك عاد الأدميرال روز إلى اليابان وهناك استقبل البعثة العسكرية الفرنسية إلى اليابان. عاد روز إلى فرنسا في سنة 1867 ومات في سنة 1883.